# إيف جيرار
إيف جيرار (بالفرنسية: Yves Gérard)‏ (مواليد 6 يناير 1932 في  شالون أن شمباني  - توفي 6 أكتوبر 2020 في باريس)، هو عالم موسيقى فرنسي.

## وصلات خارجية
- إيف جيرار على موقع ميوزك برينز (الإنجليزية)